# Guus Mollee
Guus Mollee (Ámsterdam, 23 de febrero de 2002) es un deportista neerlandés que compite en remo.
Ganó dos medallas de plata en el Campeonato Mundial de Remo, en los años 2022 y 2023, y dos medallas de plata en el Campeonato Europeo de Remo, en los años 2022 y 2023.

## Palmarés internacional
| Campeonato Mundial | Campeonato Mundial       | Campeonato Mundial | Campeonato Mundial |
| Año                | Lugar                    | Medalla            | Prueba             |
| ------------------ | ------------------------ | ------------------ | ------------------ |
| 2022               | Račice (República Checa) | Medalla de plata   | Ocho con timonel   |
| 2023               | Belgrado (Serbia)        | Medalla de plata   | Ocho con timonel   |
| Campeonato Europeo |                          |                    |                    |
| Año                | Lugar                    | Medalla            | Prueba             |
| 2022               | Múnich (Alemania)        | Medalla de plata   | Ocho con timonel   |
| 2023               | Bled (Eslovenia)         | Medalla de plata   | Cuatro sin timonel |